# Den kloge mand (film fra 1956)
 For alternative betydninger, se Den kloge mand (film fra 1937).
Den kloge mand er en dansk film fra 1956, instrueret af Jon Iversen efter manuskript af Paul Sarauw.

## Medvirkende
- Osvald Helmuth
- Frits Helmuth
- Sigrid Horne-Rasmussen
- Ulla Lock
- Jørn Jeppesen
- Ove Sprogøe
- Preben Lerdorff Rye
- Henry Nielsen
- Randi Michelsen
- Signi Grenness
- Helga Frier
- Arthur Jensen
- Jessie Rindom
- Emil Hass Christensen
- Annemette Svendsen
- Malene Schwartz